# Ondres (Alpes-de-Haute-Provence)
Pour l’article homonyme, voir Ondres.
Ondres est un village du département français des Alpes-de-Haute-Provence situé sur la commune de Thorame-Haute. 
Les habitants d'Ondres sont traditionnellement appelés Ondraincs.

## Histoire et Géographie
Hameau dépendant de la commune de Thorame-Haute dans le Haut Verdon, il a été remis en état à partir de la fin des années 1950 par quelques familles de vacanciers tombées amoureuses du site, bien que quelques familles y résidaient encore, dont la famille Fournier. 
Autrefois, le village abritait jusqu'à 250 personnes, on y trouvait une école primaire et un prêtre attaché à l'église Saint-Laurent, succursale de la paroisse de Thorame-Haute.
Ondres se caractérise par son aridité qui le fait parfois manquer d'eau en juillet-août. Le village n'est équipé ni en réseau d'électricité, ni en réseau d'eau, ni en lignes de téléphone. En été, il peut compter une centaine d'habitants et les constructions sont presque toutes restaurées.
L'économie traditionnelle d'Ondres se caractérise par sa pauvreté et les difficultés de déplacements, contrairement au chef-lieu qui jouissait d'un certain confort. Les premiers chemins vraiment carrossables ne seront tracés que dans les années 1930. Ces éléments apparaissent clairement dans les enquêtes agricoles et divers témoignages (notamment le curé du village).
L'école du village est déclassée en 1946, mais ne compte plus aucun enfant à partir de 1943. En 1930-1931, seuls deux enfants fréquentent l'école.
Ondres a été fréquenté par le lettré Léon Richard, instituteur de Thorame durant trente-cinq ans puis d'Ondres plusieurs années à partir de 1845. (Voir paragraphe personnalités locales de l'article Thorame-Haute).